# Дејан Николић
Дејан Николић (1. јул 1979) је српски политичар. У Народној скупштини Србије је од 2008. године као посланик Демократске странке.

## Рани живот и каријера
Николић је рођен у Сокобањи, тада у саставу СР Србије у СФРЈ. Дипломирао је на Факултету спорта и физичког васпитања Универзитета у Нишу и касније постао професор на истом одсеку. Председник је Општинског одбора Демократске странке у Сокобањи.

## Политичка каријера
Николић је први пут изабран у Народну скупштину на парламентарним изборима 2008. Заузео је 149. место на изборној листи Демократске странке За европску Србију и уврштен је у скупштинску делегацију Демократске странке када је листа освојила 102 мандата. (Од 2000. до 2011. посланички мандати су се додељивали странкама или коалицијама спонзорима, а не појединачним кандидатима, а уобичајена пракса је била да се мандати распоређују по бројчаном редоследу. Николићева релативно ниска позиција на листи, која је у сваком случају била углавном по азбучном реду, није имала утицаја на његов избор за посланика у скупштини) Демократска странка је постала доминантна снага у новој коалиционој влади која је формирана након избора, а Николић је био део њене парламентарне већине. Године 2009. угостио је припаднике Националне гарде Војске Охаја на локалном кошаркашком турниру у Сокобањи.
Изборни систем Србије реформисан је 2011. године, тако да су посланички мандати додељени по бројном редоследу кандидатима на успешним листама. Николић је на парламентарним изборима 2012. године добио четрдесет шесту позицију на листи Демократске странке - Избор за бољи живот и поново је изабран када је листа освојила шездесет седам мандата. Српска напредна странка и Социјалистичка партија Србије формирале су нову коалициону владу након избора, а Демократска странка прешла је у опозицију. У октобру 2012. Николић је изабран за потпредседника Демократске странке.
Николић је унапређен на шеснаесту позицију на листи Демократске странке на изборима 2014. и на четрнаесту позицију на изборима 2016. и поново је биран у оба наврата, када је странка освојила деветнаест, односно шеснаест мандата. Демократска странка је за то време остала у опозицији. Николић је заменик председника скупштинског одбора за заштиту животне средине; члан одбора за привреду, регионални развој, трговину, туризам и енергетику; заменик члана одбора за здравље и породицу; и члан парламентарних група пријатељства са Азербејџаном, Италијом, Немачком, Саудијском Арабијом, Сједињеним Америчким Државама, Уједињеним Краљевством и Француском. Он је и члан неформалне еколошке „зелене групе“ у скупштини.